# 一人旅シャラルラン
「一人旅シャラルラン」（ひとりたびシャラルラン）は、日本の音楽デュオ・RYTHEMの4作目のシングル。

## 解説
- RYTHEMがソニー・ミュージックエンタテインメント社内プレゼンテーションライブ「Sony Music Audition」で歌った曲。

## 収録曲
1. 一人旅シャラルラン（作詞:RYTHEM、作曲:RYTHEM・ikoman、編曲:清水信之）
2. Every（作詞・作曲:RYTHEM、編曲:清水信之）
3. 一人旅シャラルラン（Instrumental）

## 収録アルバム
- ウタタネ (#1,2)
- BEST STORY (#1)